# The Natural Disasters
The Natural Disasters was een professioneel worsteltag-team dat bekend was uit dej World Wrestling Federation, van 1991 tot 1993. De leden van het team waren Earthquake en Typhoon.
Het team won tijdens hun periode in de WWF een keer het WWF Tag Team Championship.

## In het worstelen
- Finishers
  - Earthquake Splash (Earthquake)
  - Tidal Wave (Typhoon)

- Managers
  - Jimmy Hart

## Prestaties
- Super World of Sports
  - SWS Tag Team Championship (1 keer)

- World Wrestling Federation
  - WWF Tag Team Championship (1 keer)